# Akela charlottae
Akela charlottae là một loài nhện trong họ Salticidae.
Loài này thuộc chi Akela. Akela charlottae được Elizabeth Maria Gifford Peckham & George William Peckham miêu tả năm 1896.